# Cephalaria leucantha
Cephalaria leucantha är en tvåhjärtbladig växtart som först beskrevs av Carl von Linné, och fick sitt nu gällande namn av Heinrich Adolph Schrader. Cephalaria leucantha ingår i släktet jätteväddar, och familjen Dipsacaceae. Inga underarter finns listade i Catalogue of Life.

## Bildgalleri

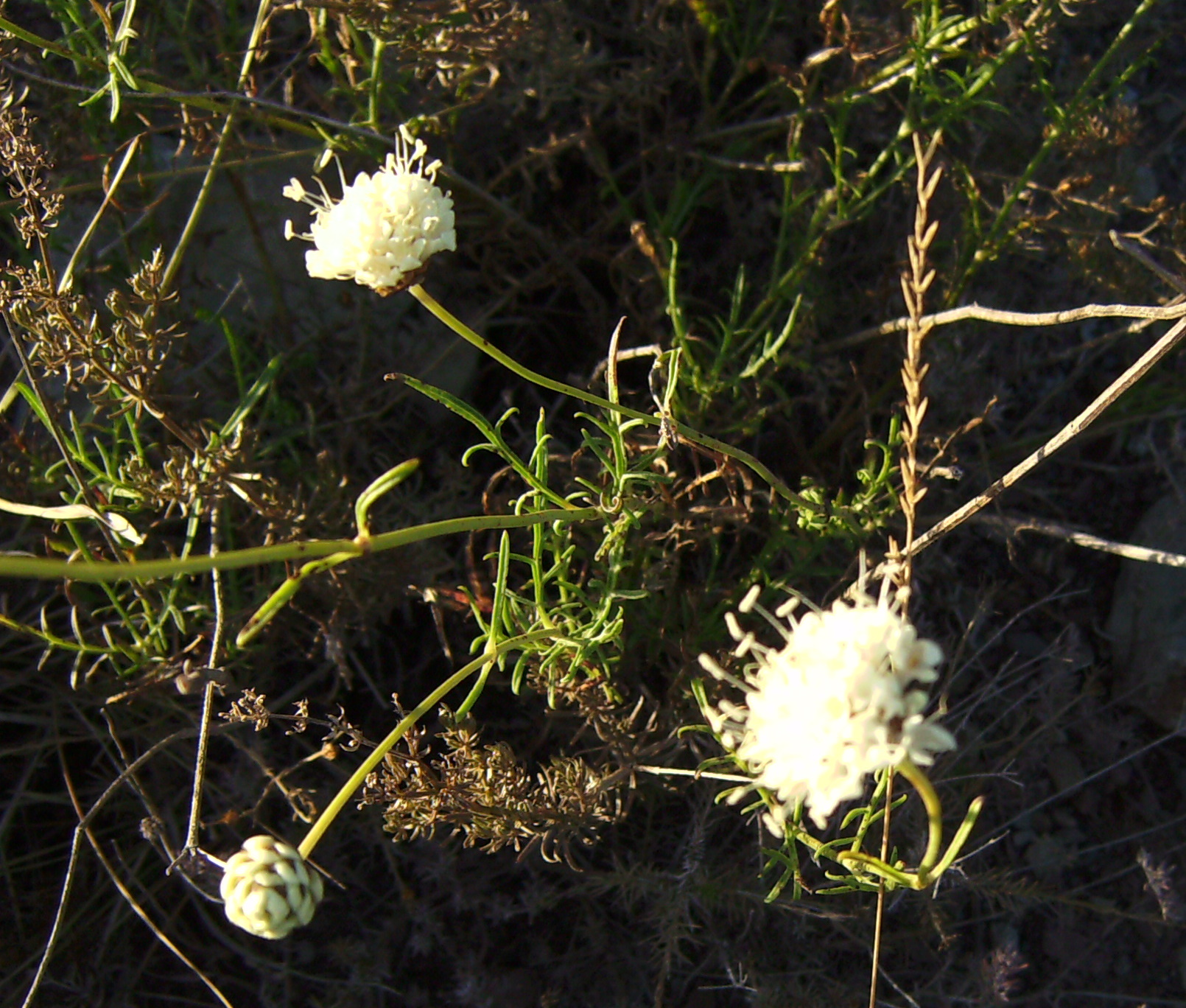